# ویکتور کاباررا (بازیکن فوتبال)
ویکتور کاباررا (انگلیسی: Víctor Cabrera؛ زادهٔ ۹ نوامبر ۱۹۵۷) بازیکن فوتبال اهل شیلی است.
از باشگاه‌هایی که در آن بازی کرده‌است می‌توان به باشگاه فوتبال کولو-کولو اشاره کرد.
وی همچنین در تیم ملی فوتبال شیلی بازی کرده‌است.